# CCCF-bajnokság
A CCCF-bajnokság volt az első rangos labdarúgótorna a közép-amerikai és karib-térségi válogatottak számára 1941 és 1961 között. Az 1938-ban alapított Közép-amerikai és Karibi Labdarúgó-szövetségek Konföderációja (CCCF) szervezésében összesen tíz alkalommal került megrendezésre, legeredményesebb válogatott Costa Rica volt, amely összesen 7 alkalommal állhatott a dobogó legfelső fokára. A sorozatnak a CCCF és az Észak-amerikai Labdarúgó-szövetségek Konföderációja (NAFC) 1961-es, CONCACAF néven létrejött egyesülése vetett véget.

## Tornák
| 1941 Részletek | Costa Rica | Costa Rica | Salvador         | Curaçao    | Panama           |
| 1943 Részletek | Salvador   | Salvador   | Guatemala        | Costa Rica | Nicaragua        |
| 1946 Részletek | Costa Rica | Costa Rica | Guatemala        | Honduras   | Salvador         |
| 1948 Részletek | Guatemala  | Costa Rica | Guatemala        | Panama     | Holland Antillák |
| 1951 Részletek | Panama     | Panama     | Costa Rica       | Nicaragua  | betöltetlen      |
| 1953 Részletek | Costa Rica | Costa Rica | Honduras         | Guatemala  | Holland Antillák |
| 1955 Részletek | Honduras   | Costa Rica | Holland Antillák | Honduras   | Salvador         |
| 1957 Részletek | Curaçao    | Haiti      | Curaçao          | Honduras   | Panama           |
| 1960 Részletek | Kuba       | Costa Rica | Holland Antillák | Honduras   | Suriname         |
| 1961 Részletek | Costa Rica | Costa Rica | Salvador         | Honduras   | Haiti            |

## Dicsőségtábla
| Nemzet             |   |   |   | 4. | Bajnoki év(ek)                           |
| ------------------ | - | - | - | -- | ---------------------------------------- |
| Costa Rica         | 7 | 1 | 1 | –  | 1941, 1946, 1948, 1953, 1955, 1960, 1961 |
| Salvador           | 1 | 2 | – | 2  | 1943                                     |
| Panama             | 1 | – | 1 | 2  | 1951                                     |
| Haiti              | 1 | – | – | 2  | 1957                                     |
| Guatemala          | – | 3 | 1 | –  |                                          |
| Antigua és Barbuda | – | 2 | – | 2  |                                          |
| Honduras           | – | 1 | 5 | –  |                                          |
| Curaçao            | – | 1 | 1 | –  |                                          |
| Nicaragua          | – | – | 1 | 1  |                                          |
| Suriname           | – | – | – | 1  |                                          |